# Columba thomensis
La paloma de Santo Tomé (Columba thomensis) es una especie de ave columbiforme de la familia Columbidae endémica de la isla de Santo Tomé, ubicada junto a la costa occidental de África. Habita principalmente en los bosques de las montañas y actualmente se encuentra en peligro de extinción.

## Descripción
La paloma de Santo Tomé mide 37 y 40 cm de largo. Tiene la cabeza gris, mientras que el plumaje de sus partes superiores es principalmente negruzco, con un fino moteado claro en las alas. Sus partes inferiores son de color gris oscuro con cierto tono granate. Presenta iridiscencias moradas y granates en el pecho, cuello y manto.